# 8422-es mellékút (Magyarország)
A 8422-es számú mellékút egy közel 14 kilométer hosszú, négy számjegyű országos közút Győr-Moson-Sopron vármegye területén, az M85-ös és M86-os autóutak és a 85-ös főút közös csornai csomópontjától húzódik Árpás térségéig.

## Nyomvonala
Csorna keleti külterületei között ágazik ki a 85-ös főútból, eredeti kiindulási pontja a 24+300-as kilométerszelvénynél volt, ahonnan dél-délkeleti irányban indult, és bő fél kilométer után szintben keresztezte a Győr–Sopron-vasútvonal vágányait, Dör megállóhely keleti végénél. Mivel az M85-ös és M86-os autóutak tervezése során pontosan erre a térségre tűzték ki a két útvonal csomópontját, az amúgy is rossz kihasználtságú Dör megállóhelyet megszüntették, a 8422-es út kiindulási pontját pedig keletebbre, a főút 23+700-as kilométerszelvénye tájához helyezték át. Onnan az út dél felé indul, felüljárón halad át a vasút felett és majdnem pontosan 800 méter után éri el az eredeti útvonalát, amit az jelez, hogy dél-délkeleti irányt vesz fel.
Két közel derékszögű iránytörést követően, a második kilométerét elhagyva lépi át Dör határát, és úgyszólván azonnal belterületek közt folytatódik, Kossuth Lajos utca néven. A központot, majd a lakott terület déli szélét is délnyugati irányban hagyja el, de kevéssel arrébb újra keletebbi irányt vesz. 4,8 kilométer után már Rábapordány határai közt jár, a falut a 8. kilométere előtt éri el, ahol a József Attila utca nevet veszi fel. A faluban találkozik a 8423-as úttal, mintegy 150 méteren át közös szakaszon húzódnak, Gévay-Wolff Lajos utca néven (a két világháború közti időszak itteni születésű, legendás Sopron vármegyei alispánjára emlékezve), majd újra szétválnak, s a 8422-es Arany János utca néven húzódik tovább a lakott terület délkeleti széléig, amit bő 8,6 kilométer után ér el.
A 11. kilométere táján eléri Egyed határszélét, de a területére nem lép be, csak a határvonalat kíséri. Pár száz méter után elhalad Egyed, Rábapordány és Árpás hármashatára mellett, innentől egy darabig két utóbbi község határvonalát követi. Amire azonban eléri a 11+500-as kilométerszelvényét, addigra teljesen árpási külterületek között halad; azok között is ér véget – a község legészakibb házaitól is közel egy kilométerre északnyugatra –, beletorkollva a 8419-es útba, annak a 10+450-es kilométerszelvénye közelében.
Teljes hossza, az országos közutak térképes nyilvántartását szolgáló kira.gov.hu adatbázisa szerint 13,785 kilométer.

## Települések az út mentén
- (Csorna)
- Dör
- Rábapordány
- (Egyed)
- (Árpás)

## Képgaléria

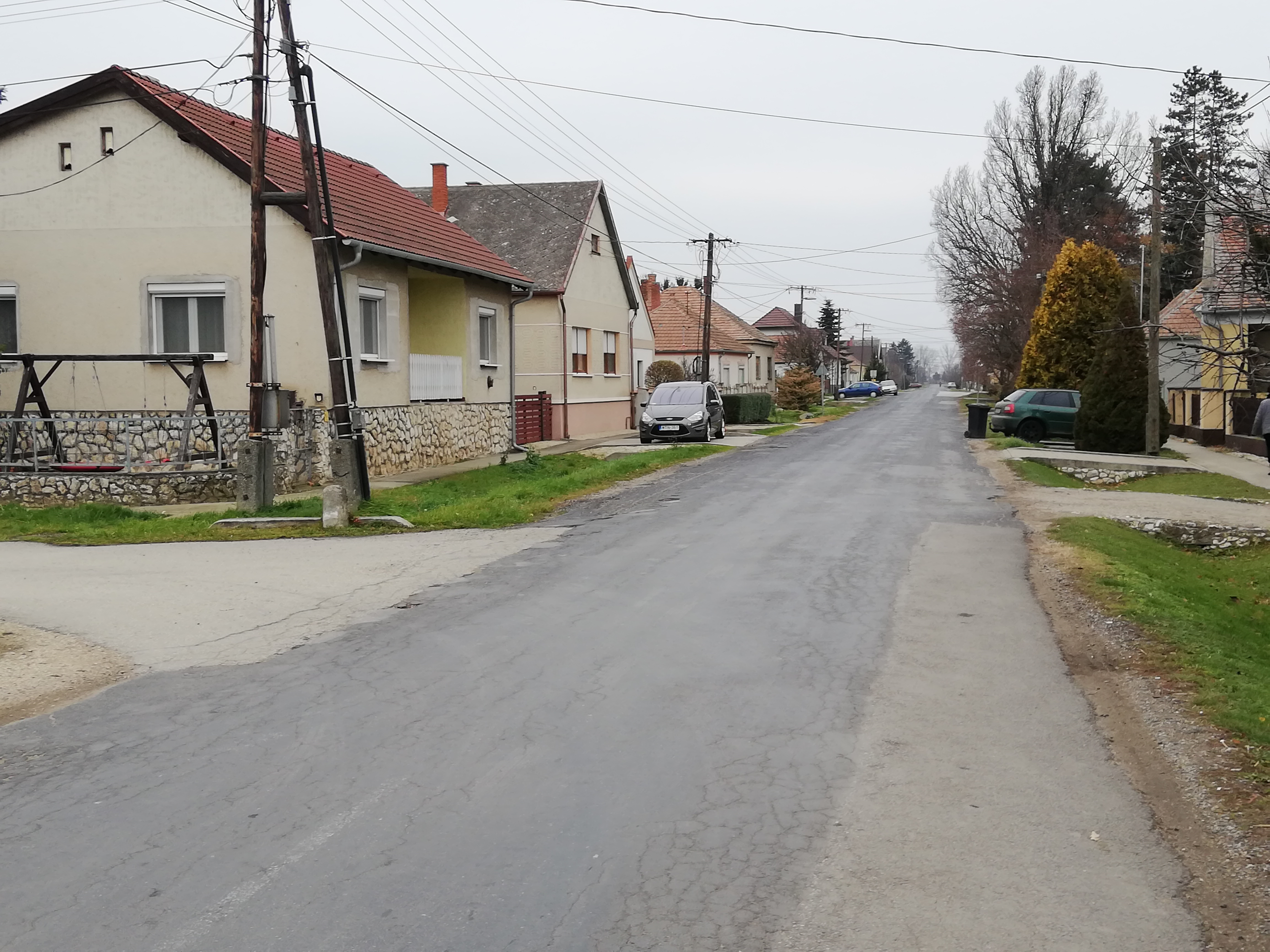
Az út Dör belterületén, északnyugat felé nézve
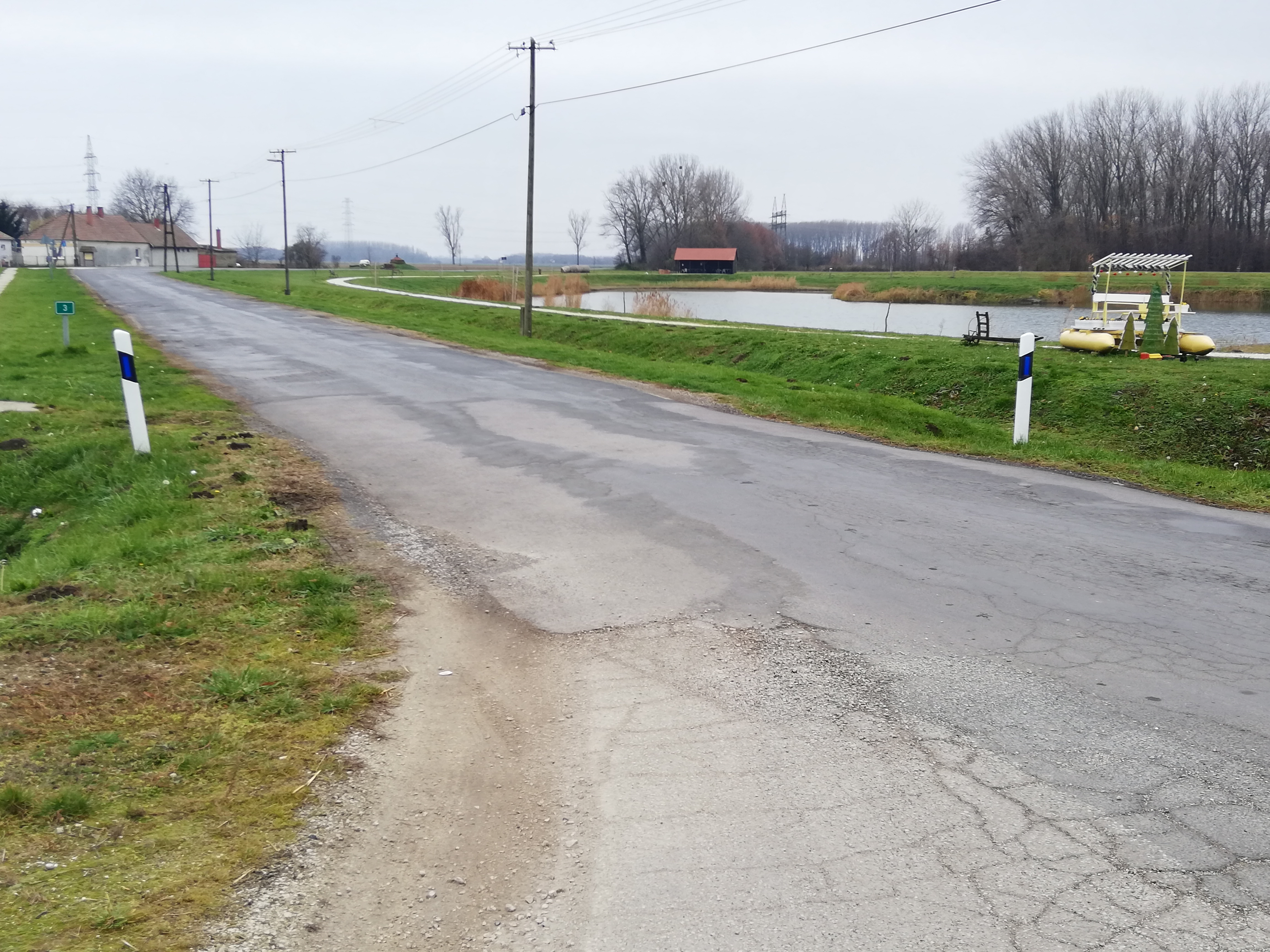
Az út Dör nyugati szélén, dél felé nézve
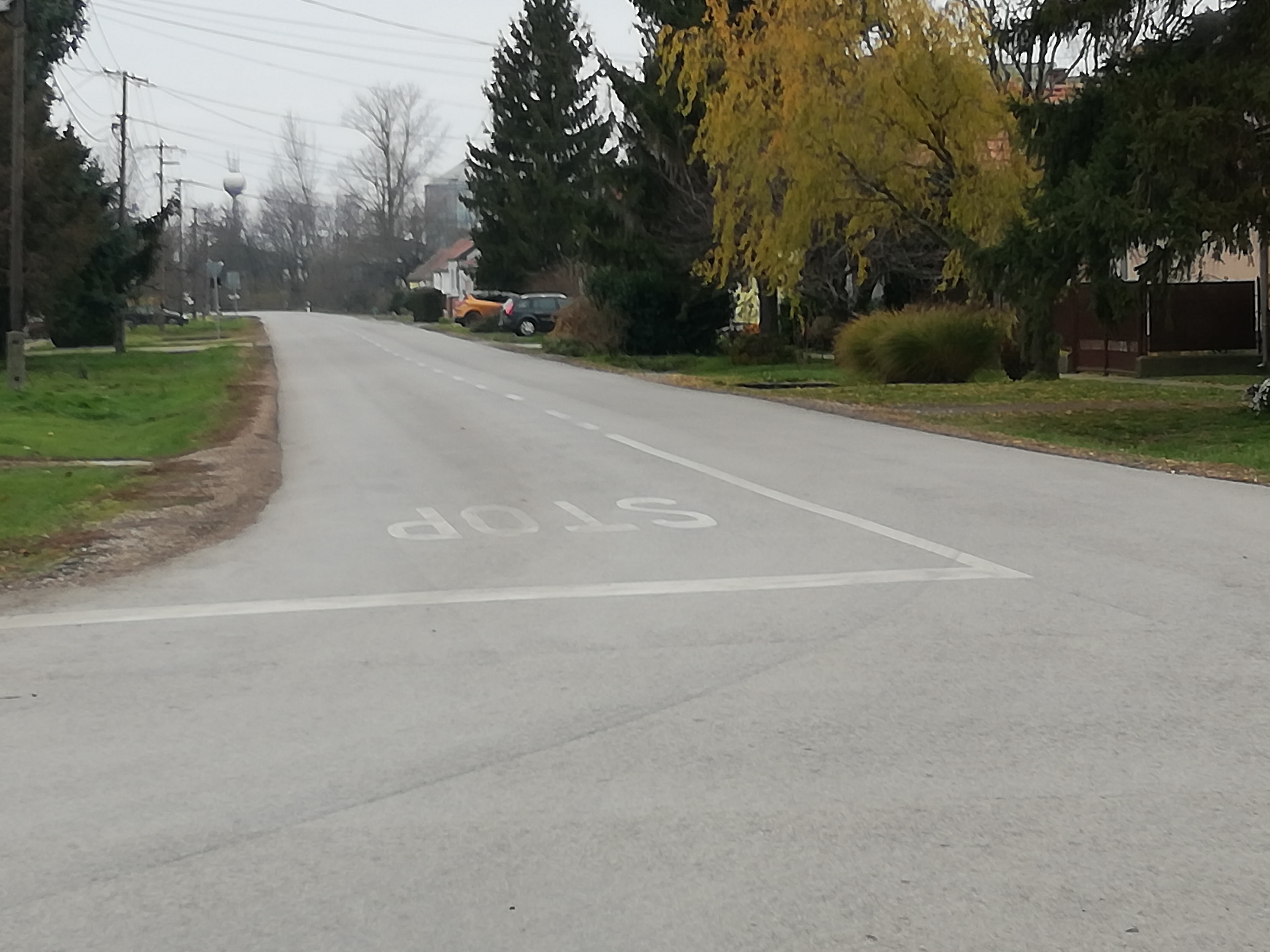
A 8422-es út Rábapordány belterületén Dör felé nézve
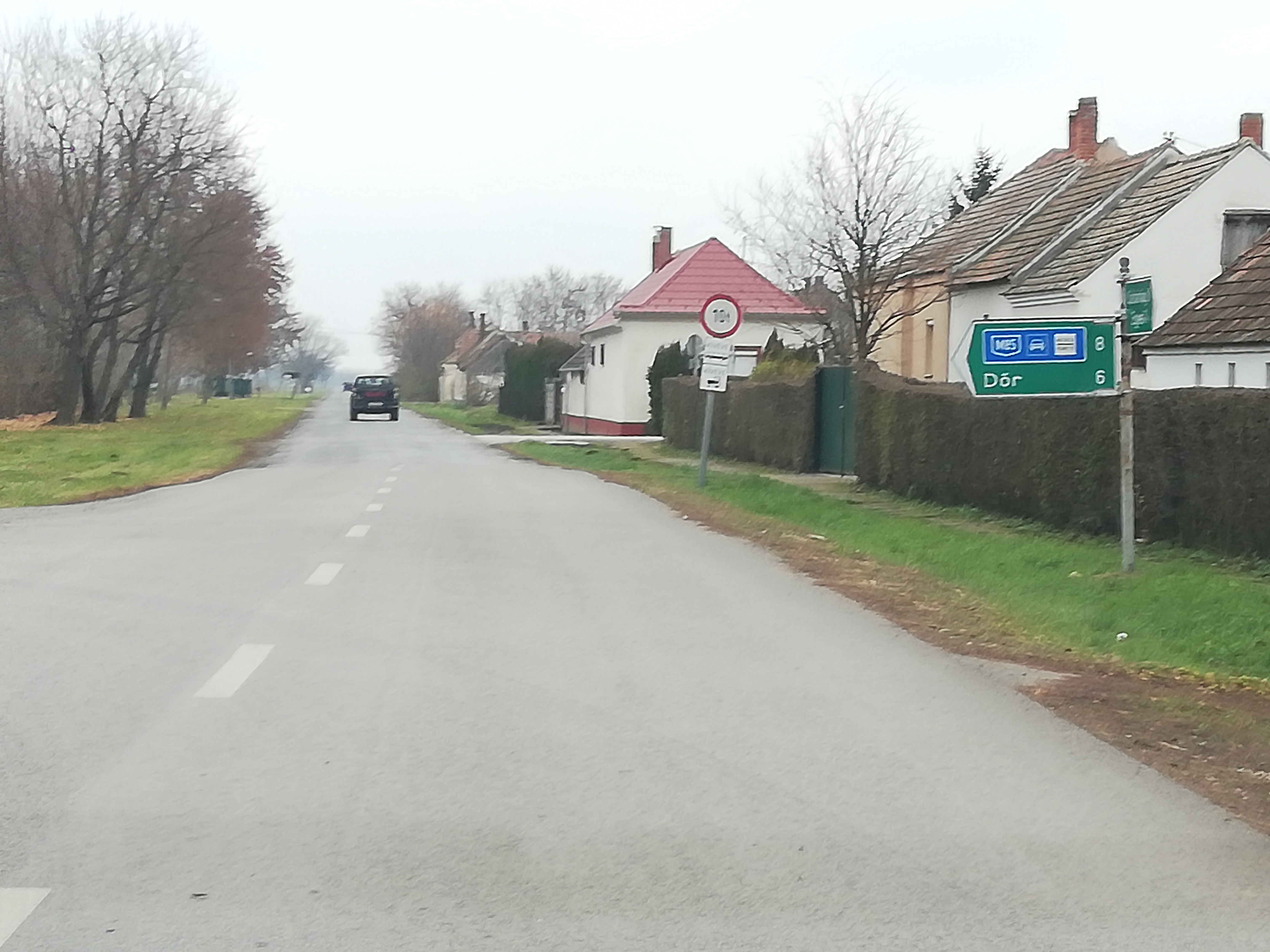
A 8423-as út Rábapordányban Bágyogszovát felé nézve, a 8422-essel való találkozásánál
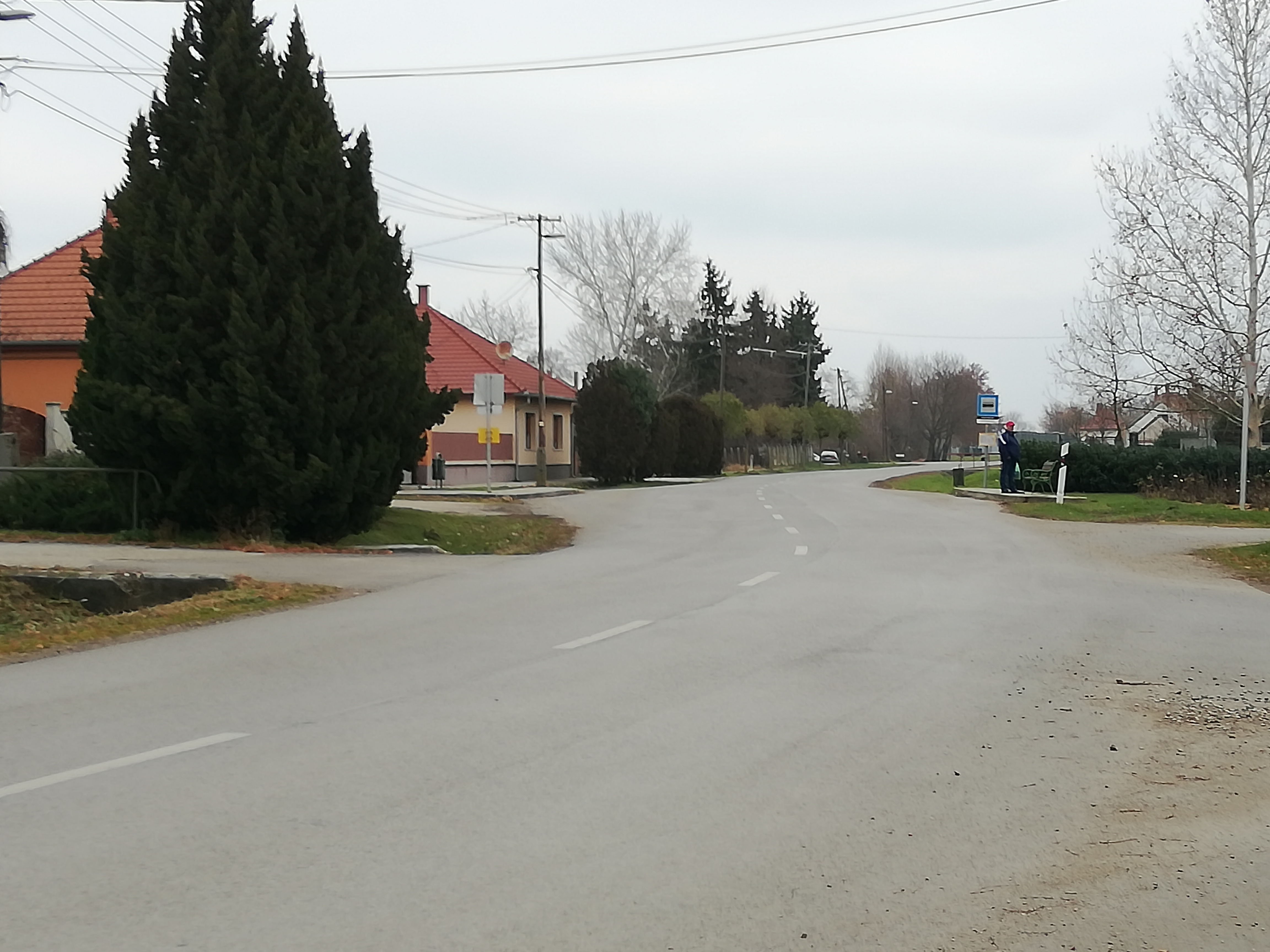
A 8422-es és 8423-as utak közös szakasza Rábapordányban az árpási elágazásnál
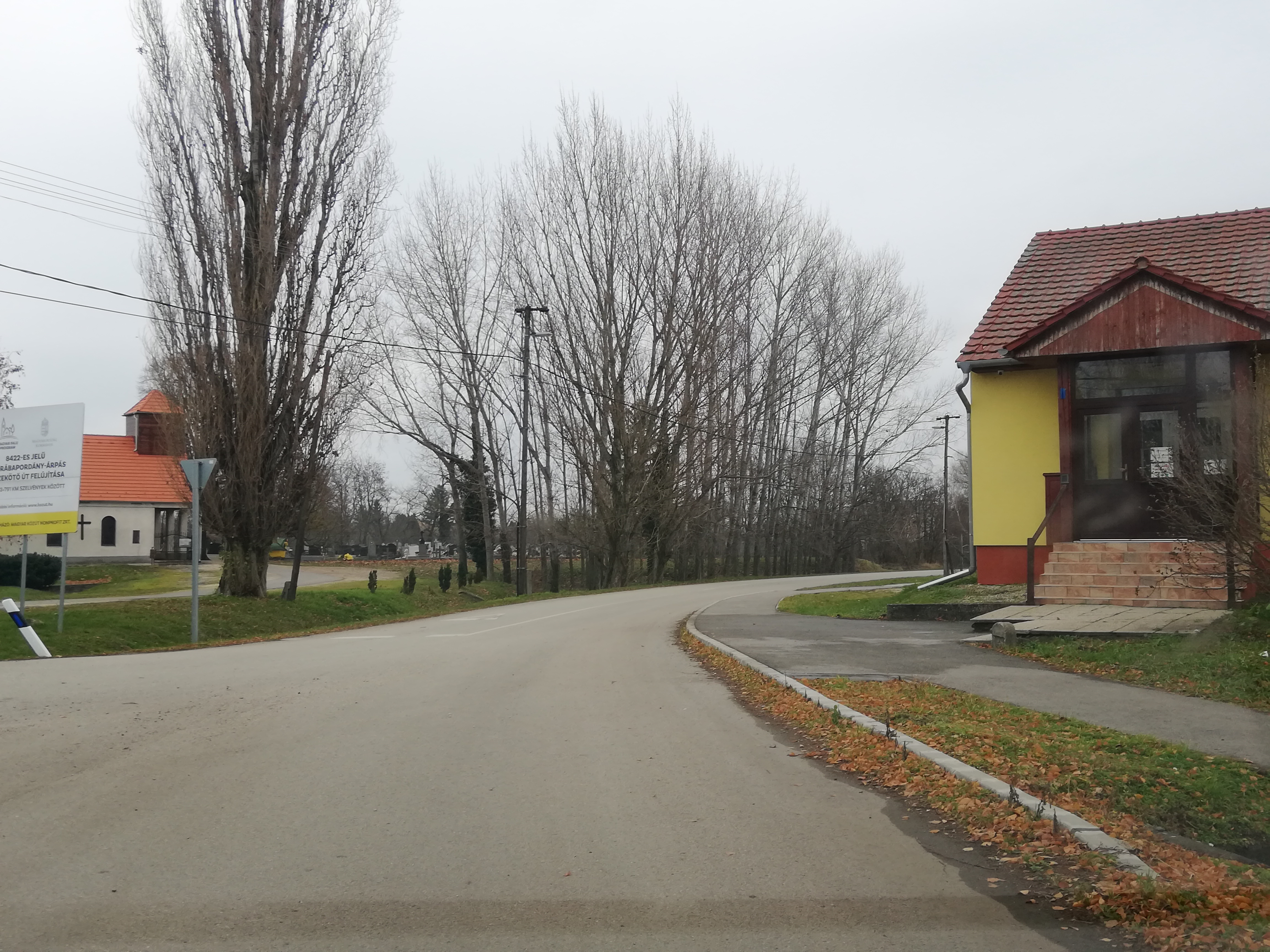
A 8422-es út Rábapordányban Árpás felé nézve